# Башир Хассан
Башир Хассан Салад (швед. Bashir Hassan Salad; 3 грудня 1983) — шведський боксер, призер чемпіонату Європи серед аматорів.

## Аматорська кар'єра
Башир Хассан - син іммігрантів з Північної Африки.
2002 року Башир Хассан став чемпіоном Швеції у легшій вазі, а 2005, 2006, 2007, 2008, 2009 та 2010 роках був чемпіоном Швеції у напівлегкій вазі.
На чемпіонаті Європи 2006 програв у першому бою Михайлу Бернадському (Білорусь).
На чемпіонаті світу 2007 у першому бою переміг Ніколаса Волтерса (Ямайка) — 13-9, а у другому програв Салому Арді (Таїланд) — 13-23.
На чемпіонаті Європи 2008 завоював бронзову медаль.
- В 1/8 фіналу переміг Юліана Стана (Румунія) — 15-8
- У чвертьфіналі переміг Сандро Шаєра (Німеччина) — 14-4
- У півфіналі програв Араїку Амбарцумову (Росія) — 2-9

На чемпіонаті світу 2009 програв в другому бою Кевіну Ріверсу (США).
На чемпіонаті Європи 2010 у другому бою програв Іану Вівер (Англія).
На чемпіонаті Європи 2011 в категорії до 56 кг після перемоги над Лукашом Мащиком (Польща) через травму відмовився від бою з Люком Кемпбеллом (Англія).
На чемпіонаті світу 2011 переміг Брюно Жюлі (Маврикій) — 12-9, а у другому бою програв Мохамеду Уадаї (Алжир) — 10-18.
Не зумів кваліфікуватися на Олімпійські ігри 2012.